# 赫里伯特·伊利格
赫里伯特·伊利格（Heribert Illig，1947年出生于巴伐利亚州福恩施特劳斯）是一位德国大众评论员和出版者，以年代学批判家而闻名。

## 生平
伊利格学习日耳曼学，并于1987年在不来梅大学获得博士学位，论文的主题是埃贡·弗里德尔。在其它书中，伊利格对弗里德尔的作品进行了部分编辑和部分评论。在全职从事大众评论员工作之前，他曾在一家银行担任系统分析员。
1981至1988年间，伊利格是伪科学的人类与自然历史重建学会的主要成员。1989至1994年间，他编辑了《史前-早期-现在》（Vorzeit-Frühzeit-Gesent）杂志，并担任该杂志的衍生杂志《时间跳跃》（Zeitensprünge）的编辑。他还在格雷弗尔芬拥有一家螳螂出版社（Mantis-Verlag），该社出版了这份杂志以及伊利格和古纳尔·海因索恩等人的书籍。

## 年代学批判作品
他的作品多年来一直专注于年代学批判。他首先转向史前和早期历史。伊利格与海因索恩一起研究了古埃及历史，他们主张将古埃及历史缩短两千多年。因此，胡夫金字塔是公元前一千年建造的，巨石文化也是如此。这将使旧石器时代与当时的石洞壁画之间的距离缩短到数千年。1991年，伊利格提出了中世纪著名的论断：从614年9月到911年8月这297年的历史，实际上并没有发生。伊利格将这个时期称为“发明的中世纪”（有时也被称为“Phantomzeit”，即“幽灵时间”）。这些论点在科学上是站不住脚的。

## 评价
伊利格关于年代学批判的论文，主要在流行科学出版物和日报上受到媒体的关注。除此之外，它们还被历史学家用作反面教材：它们被认为不科学而不被接受，也被描述为因方法论错误而被科学所驳斥。
1996年，伊利格在由经济出版社出版了《发明的中世纪》（Das erfundene Mittelalter）一书后，其内容成为学术界关注的主题，并受到多篇评论的关注。
早在1996年4月，约翰内斯·弗里德就在《历史杂志》上发表评论，并参考多种来源中出现的关于查理曼儿子的同步独立报道，证实了查理曼的存在，并将伊利格的论文描述为“一种误导性的、不可接受的幻觉”。
1996年10月1日，马蒂亚斯·格拉斯林（Matthias Gräßlin）在《法兰克福汇报》上评论了伊利格的书，指出伊利格的论文没有证据支持，而是基于有问题的方法，“在历史上毫无价值”。
1997年，伊利格在《伦理与社会科学》杂志上，发表了他关于发明中世纪早期的论文的几项陈述，以供讨论。伊利格关于“发明的中世纪”的说法被各种不同历史方向的专家所评论：
- 格德·阿尔托夫（德语：Gerd Althoff）解释说，如果伊利格是对的，就必须发明一种面面俱到的高雅文化，并将伊利格的论文描述为“深奥的想法”。[4]此外，阿尔托夫还表示，按照伊利格的论文，必需进行大量的伪造。阿尔托夫得出的结论是，伊利格假设的中世纪是不可能被证伪的。[5]

- 维尔纳·伯格曼（德语：Werner Bergmann (Historiker)）综合考虑了伊利格与计算学（德语：Computus）相关的论文，并计算了公历改革对尼西亚会议确定的复活节日期的影响。他证明，与伊利格的说法相反，时间并没有丢失。[6]

- 迈克尔·博尔戈特（德语：Michael Borgolte）审视了伊利格的方法，认为该方法根植于19世纪的实证主义思维。伊利格忽视了历史知识，即所有事实永远不可能完全收集起来，这些事实本身并不能提供知识，而只能与其它事实结合起来。因此，博尔戈特还批评伊利格冒犯了所有中世纪早期的事件，这在当时显然是没有类比的。博尔戈特得出的结论是，伊利格的方法“在方法上有缺陷，在科学上也有问题”。[7]

- 根据赫尔穆特·弗拉切内克（德语：Helmut Flachenecker）的说法，伊利格假设了一个阴谋论，但没有具体说明阴谋者和阴谋的目的。伊利格也缺乏其它可以支持其论文的来源。因此，这篇论文只能是一种“对科学的自我放弃”。弗拉切内克批评伊利格对进步和傲慢的信仰，这在他线性历史的错误前提中显而易见。[8]伊利格的论文，由于具有历史理论的弱点，而不应被接受。

- 古纳尔·海因索恩认为，“对伊利格的论文进行仔细审查”是“必不可少的”。有些城市被认为在公元600到900年间存在连续的定居，他建议根据对这些城市的发掘来审查伊利格的论文。他还给出了进一步的例子，说明书面资料据说在公元500到800年间减少了。他认为伊利格的论文是确定摩西·冯·科伦（德语：Moses von Choren）生平日期的一个解决方案。海因索恩还推测了伊利格所提伪造的可能动机。[9]

- 迪特里希·洛尔曼（德语：Dietrich Lohrmann）和维尔纳·伯格曼一样，论证了伊利格对公历改革的计算方法是错误的。他反驳了“亚琛普法尔茨教堂（德语：Pfalzkapelle）的建造是无条件的”这一说法，并指出了伊利格在解释资料来源（尤其是拉丁语资料）方面的缺陷。洛尔曼批评伊利格没有依据他所质疑的时期的文物，而是主要依据二次文献。[10]

- 让·范德穆伦（德语：Jean van der Meulen）详细讨论了伊利格对建筑历史的陈述，并进行了反驳。[11]

- 沃尔夫哈德·施洛瑟（德语：Wolfhard Schlosser）根据历史上已知的天文事件检验了伊利格论点的一致性，并得出结论：从天文学的角度来看，这些论点是站不住脚的。[12]

- 在同一期《伦理与社会科学》中，赫里伯特·伊利格有机会解决并消除提到的所有反对意见。[13]

同样在1997年，当时德国历史教师协会的杂志《科学与教学史》讨论了伊利格的论文：
- 哈特穆特·布克曼（德语：Hartmut Boockmann）在社论中评论了伊利格，并将伊利格的书描述为“明显无意义”，并提到了伊利格的前辈威廉·卡梅尔（德语：Wilhelm Kammeier）——他将整个中世纪视为伪造的产物。[15]

- 鲁道夫·希弗（德语：Rudolf Schieffer）在同一期上发表评论，指出了伊利格许多方法论的错误。[16]

其它：
- 1997年，理查德·赫辛格（德语：Richard Herzinger）证实，公众有“重写与重新解释历史的需要”，而伊利格正是这么做的。赫辛格解释说，伊利格向历史科学表明，对过去的解释很大程度上是基于心理建构，而不是基于明确可验证的事实。赫辛格批评伊利格在论文中采用了同样的方法。[17]

- 伊利格1999年出版了续作《谁转动了时钟？》（Wer hat an der Uhr gedreht?），艾克哈德·艾克霍夫（德语：Ekkehard Eickhoff）在对该续作的评论中指出，伊利格所假设的历史伪造需要付出巨大的努力。[18]

- 迈克尔·博尔戈特（德语：Michael Borgolte）认为，围绕伊利格论文的科学争论，早在1999年就已经结束。[19]

- 2001年，斯蒂芬·马蒂森（Stephan Matthiesen）在《怀疑论者（德语：Skeptiker (Zeitschrift)）》杂志上讨论了伊利格的论文，并说明了科学家对伊利格论文的反应。他指出，“几位历史学家实际上对他的论文进行了有理有据、详细而清晰的评论”；但也不会有进一步的争议了。[20]

## 作品
- 赫里伯特·伊利格. 埃贡·弗里德尔（德语：Egon Friedell） , 编.  [废除天才——1918年之前的散文]. 维也纳: Löcker Verlag. 1982. ISBN 3-85409-042-0 （德语）.
  - 收录于：埃贡·弗里德尔 (编).  [论思想的转换机制]. 苏黎世: 第欧根尼出版社（德语：Diogenes Verlag）. 2007. ISBN 978-3-257-06625-8 （德语）.
- 赫里伯特·伊利格. 埃贡·弗里德尔 , 编.  [自我披露——1918年散文]. 维也纳: Löcker Verlag. 1983. ISBN 3-85409-051-X （德语）.
  - 收录于：埃贡·弗里德尔 (编).  [论思想的转换机制]. 苏黎世: 第欧根尼出版社. 2007. ISBN 978-3-257-06625-8 （德语）.
- 赫里伯特·伊利格. 埃贡·弗里德尔 , 编.  [我的双重灵魂——关于剧院不明智的评论]. 维也纳: Löcker Verlag. 1985. ISBN 3-85409-087-0 （德语）.
  - 收录于：埃贡·弗里德尔 (编).  [论思想的转换机制]. 苏黎世: 第欧根尼出版社. 2007. ISBN 978-3-257-06625-8 （德语）.
- 赫里伯特·伊利格.  [埃贡·弗里德尔和伊曼纽尔·维利科夫斯基——关于两个局外人的世界观]. 巴塞尔: P.A.F. Verlag. 1985. ISBN 3-85624-007-1 （德语）.
- 赫里伯特·伊利格. 埃贡·弗里德尔; 阿尔弗雷德·波尔加（德语：Alfred Polgar） , 编.  [歌德和记者——讽刺二重唱]. 维也纳: Löcker Verlag. 1986. ISBN 3-85409-095-1 （德语）.
- 赫里伯特·伊利格.  [作家-表演者——埃贡·弗里德尔的艺术活动]. 维也纳: Löcker Verlag. 1987. ISBN 3-85409-105-2 （德语）.
- 赫里伯特·伊利格. 埃贡·弗里德尔 , 编.  [弗里德尔读物]. 慕尼黑: C. H. Beck. 1988. ISBN 3-406-32415-0 （德语）.
  - 再版：赫里伯特·伊利格.  [弗里德尔读物]. 苏黎世: 第欧根尼出版社. 2009. ISBN 978-3-257-23882-2 （德语）.
- 赫里伯特·伊利格.  [过时的过去——欧洲史前史新年代概述]. 美因河畔法兰克福: 艾希博恩出版社（德语：Eichborn Verlag）. 1988. ISBN 3-8218-0412-2 （德语）.
  - 再版：赫里伯特·伊利格.  [过时的过去——欧洲史前史新年代概述] 第3版. 格雷弗尔芬: 螳螂出版社. 2011. ISBN 978-3-928852-42-5 （德语）.
- 赫里伯特·伊利格. 埃贡·弗里德尔 , 编.  [文化是一大堆问题]. 苏黎世: 哈夫曼出版社（德语：Haffmans Verlag）. 1989. ISBN 3-251-20069-0 （德语）.
- 赫里伯特·伊利格; 古纳尔·海因索恩（德语：Gunnar Heinsohn）.  [法老生活在什么年代？]. 美因河畔法兰克福: 艾希博恩出版社. 1990. ISBN 3-8218-0422-X （德语）.
  - 再版：赫里伯特·伊利格; 古纳尔·海因索恩.  [法老生活在什么年代？] 第5版. 格雷弗尔芬: 螳螂出版社. 2003. ISBN 3-928852-26-4 （德语）.
- 赫里伯特·伊利格.  [查理曼是虚构的——太伟大的统治者，太少的事实]. 格雷弗尔芬: 螳螂出版社. 1992. ISBN 3-928852-03-5 （德语）.
- 赫里伯特·伊利格.  [年代学与灾难论——从最早的人类到即将发生的小行星撞击]. 格雷弗尔芬: 螳螂出版社. 1992. ISBN 3-928852-01-9 （德语）.
- 赫里伯特·伊利格; Franz Löhner.  [胡夫金字塔的建造]. 格雷弗尔芬: 螳螂出版社. 1992. ISBN 3-928852-05-1 （德语）.（2003年第6版）
- 赫里伯特·伊利格.  [胡乱时期后胡夫金字塔的建造]. ISBN 3-928852-17-5 （德语）.
- 赫里伯特·伊利格.  [查理曼大帝曾经存在过吗？——建筑物、发现物和著作的冲突]. 格雷弗尔芬: 螳螂出版社. 1994. ISBN 3-928852-08-6 （德语）.
- 赫里伯特·伊利格.  [虚构的中世纪——历史上最大的年代伪造]. 杜塞尔多夫: 经济出版社（德语：Econ Verlag）. 1996. ISBN 3-430-14953-3 （德语）.（2014年第22版、2019年第23版）
- 赫里伯特·伊利格.  [虚构的中世纪——查理曼大帝曾经存在过吗？]. 柏林: 乌尔斯坦出版社（德语：Ullstein Verlag）. ISBN 978-3-548-36429-2 （德语）.
- 赫里伯特·伊利格.  [谁转动了时钟？——300年的历史是如何发明的]. 杜塞尔多夫: 经济出版社. 1999. ISBN 3-612-26561-X （德语）.
  - 赫里伯特·伊利格.  [谁转动了时钟？——中世纪的300年是如何发明的] 第7版. 柏林: 乌尔斯坦出版社. 2009. ISBN 978-3-548-36476-6 （德语）.
- 赫里伯特·伊利格; Gerhard Anwander.  [巴伐利亚与幻影时间——考古学驳斥了中世纪早期的文献]. 格雷弗尔芬: 螳螂出版社. 2002. ISBN 3-928852-21-3 （德语）.
- 赫里伯特·伊利格. Specht K. Heidrich , 编.  [迈锡尼历史——受到审视的希腊古代史]. 格雷弗尔芬: 螳螂出版社. 2004. ISBN 3-928852-28-0 （德语）.
- 赫里伯特·伊利格.  [基姆湖修道院——旧艺术的新观点]. 格雷弗尔芬: 螳螂出版社. 2008. ISBN 978-3-928852-36-4 （德语）.
- 赫里伯特·伊利格.  [历史、神话、灾难——超越维利科夫斯基] 第2版. 格雷弗尔芬: 螳螂出版社. 2010. ISBN 978-3-928852-41-8 （德语）.
- 赫里伯特·伊利格.  [没有查理曼的亚琛——技术使其帝国化为虚无]. 格雷弗尔芬: 螳螂出版社. 2011. ISBN 978-3-928852-43-2 （德语）.（2013年第3版，ISBN 978-3-928852-48-7）
- 赫里伯特·伊利格.  [格雷弗尔芬与帕辛有1250年？——对巴伐利亚早期历史的重要尝试]. 格雷弗尔芬: 螳螂出版社. 2013. ISBN 978-3-928852-47-0 （德语）.
- 赫里伯特·伊利格.  [安东大师，即皮尔格拉姆，或告别矫揉造作]. 格雷弗尔芬: 螳螂出版社. 2013. ISBN 978-3-928852-46-3 （德语）.
- 赫里伯特·伊利格.  [皇帝的空书架——谁保存了古老的遗产？]. 格雷弗尔芬: 螳螂出版社. 2017. ISBN 978-3-928852-51-7 （德语）.
- 赫里伯特·伊利格.  [1582年格里高利历法修正——凯撒、伊兹尼克和教皇的善意谎言]. 格雷弗尔芬: 螳螂出版社. 2019. ISBN 978-3-928852-52-4 （德语）.
- 赫里伯特·伊利格.  [百年动乱——1918/1919：维也纳 - 慕尼黑 - 里耶卡/阜姆·文学·艺术·政治]. 格雷弗尔芬: GräVerlag. 2019. ISBN 978-3-942138-66-6 （德语）.
- 赫里伯特·伊利格.  [古老雕塑焕发活力——公元1000年后基督教从石头、木头和青铜中开始新生]. 格雷弗尔芬: 螳螂出版社. 2019. ISBN 978-3-928852-54-8 （德语）.
- 赫里伯特·伊利格. 埃贡·弗里德尔 , 编.  [古代的阴影——先前缺失的“古代文化史”最后一章]. 格雷弗尔芬: 螳螂出版社. 2020. ISBN 978-3-928852-55-5 （德语）.
- 赫里伯特·伊利格.  [达尔文的阴暗面——个人、至上、抄袭]. 格雷弗尔芬: 螳螂出版社. 2022. ISBN 978-3-928852-58-6 （德语）.
- 赫里伯特·伊利格.  [法布尔和达尔文的进化论——本能、昆虫、共生]. 格雷弗尔芬: 螳螂出版社. 2023. ISBN 978-3-928852-59-3 （德语）.
- 赫里伯特·伊利格.  [后记：赫伯特·菲辛格——以翼狮为标志的赖兴瑙修道院]. 格雷弗尔芬: 螳螂出版社. 2023. ISBN 978-3-928852-60-9 （德语）.
- 赫里伯特·伊利格.  [卡尔皇帝的讣告——亚琛普法尔茨/铁加固/中世纪辩论编年史]. 格雷弗尔芬: 螳螂出版社. 2023. ISBN 978-3-928852-61-6 （德语）.

## 扩展阅读
- [中世纪早期是否包含虚构的时间？]. 伦理与社会科学（德语：Erwägen Wissen Ethik）（思考文化的争论论坛）. 1997, (4): 481—507 （德语）.
- 艾克哈德·艾克霍夫（德语：Ekkehard Eickhoff）.  [书评：H·伊利格《谁转动了时钟？——300年的历史是如何发明的》杜塞尔多夫1999年]. 法兰克福汇报. 2000-02-08 （德语）.
- 古纳尔·海因索恩（德语：Gunnar Heinsohn）.  [神秘的三百年（关于伊利格论文致编辑的信）]. 法兰克福汇报. 2000-02-15 （德语）.